# 苧阪直行
苧阪 直行（おさか なおゆき、1946年12月16日 - ）は、日本の心理学者。京都大学名誉教授。専門は、認知科学・社会脳科学・ワーキングメモリ。大阪大学脳情報通信融合センター招聘教授、日本学士院会員。2020年春、瑞宝重光章受章。文学博士。
父・苧阪良二は心理学者で京都大学名誉教授、妻・苧阪満里子も心理学者で大阪大学名誉教授。

## 経歴
京都府出身。1965年京都府立鴨沂高等学校卒業。1971年京都教育大学教育学部卒業。1976年京都大学大学院文学研究科博士課程満期退学、1979年「周辺視に於ける明るさ受容機構の精神物理学的研究」で文学博士の学位を取得。1977年追手門学院大学専任講師、1981年同助教授、1987年京都大学文学部助教授、1994年教授、2008年文学研究科長・文学部長、2010年定年退任、名誉教授。2012年日本学士院会員に選ばれる。2020年春、瑞宝重光章受章。日本学術会議会員、日本ワーキングメモリ学会会長。

## 研究
人間の意識と注意のメカニズムをワーキングメモリ(WM)の資源共有モデルや実行系機能を通して実験的・理論的に検討している。1990年代以降、心理学では初めてfMRI（機能的磁気共鳴画像法）、MEG（脳磁場測定法）、TMS（経頭蓋磁気刺激法）などを用いて、認知神経科学的アプローチからWMを研究。WM課題（リーディングスパン課題）を遂行中の情報更新や抑制などの注意の実行系機能が、ヒトの脳の前頭前野背外側領域 (DLPFC) と前部帯状回 (ACC) の連携の下に働いていることを見出した。意識の三階層モデル (1996) では、無意識や意識の神経相関問題を検討し、第一階層に覚醒、第二階層にアウェアネス（注意の選択性に基づく知覚・運動的意識）を、さらに第三階層にリカーシブな意識（再帰性に基づく自他の関係性を担う社会的意識）を想定し、WMとかかわる前頭葉の内外側領域がアクティブな意識を創るとする意識のワーキングメモリ仮説を提案。WMの個人差についても高齢者と若年者の比較の他、読解力、読みの眼球運動、周辺視、時間統合、色彩などについて検討を行っている。知覚意識のクオリアを創発する感性言語としての擬音語・擬態語の脳内表現についても痛みの擬態語がACCで表現されるなどユニークな報告もある。2000年には第64回日本心理学会、2004年には国際ワーキングメモリ学会をそれぞれ主宰し、後者ではワーキングメモリ研究の現状をThe Cognitive Neuroscience of Working Memory (2007, Oxford University Press) に集約している。2003年以降には日本ワーキングメモリ学会や日本学術会議「脳と意識」分科会を創設、2005年以降同会議の神経科学分科会や脳とこころ分科会と共催で毎年社会脳の公開シンポジウム等を開催し、研究成果を社会に活かしている。さらに、第三階層を自他の社会的インタラクションをメンタライジング（心の理論）から解明する社会脳（人文社会科学、脳科学と情報学の融合研究領域）という新分野を提唱した（新曜社、2012－2014年、社会脳シリーズ全9巻）。脳のWMネットワーク (WMN) とデフォールトモードネットワーク (DMN) がバランスよく調整されることで豊かな社会適応が形成されるという意識のモデルを提案した。初期には、視覚意識形成における周辺視と中心視の役割、明るさ知覚などの視覚の非線形性をベキ関数でモデル化する研究も行った。本邦における意識研究導入期における歴史や古典的実験装置についての歴史の研究実績もある。
論文はResearchmap 苧阪直行を参照。

## プロジェクト
- 2016年日本学術会議『脳と意識分科会』提案の重点大型研究計画『融合社会脳研究センター構想』が採択、同分科会から提言『融合社会脳研究の創生と展開』を17年に発出。人文社会科学、脳科学と情報学が融合して進める新分野『融合社会脳』研究を提案。18年1月10日、「講書始の儀」で皇居松の間で天皇・皇后に「意識をつむぐワーキングメモリ」を進講。

## 役職
- 京都大学大学院文学研究科科長・文学部長
- 京都大学評議員
- 京都大学特任教授・副学長補佐
- 京都大学名誉教授
- 日本学術会議会員（20-21期）および連携会員（22-24期）
- 日本学術会議『脳と意識分科会』委員長（2005年-）
- 文部科学省科・大学設置・学校法人審議会（大学設置分科会）委員
- 文部科学省科・科学技術・学術審議会『脳科学委員会』委員
- 国際高等研究所研究推進委員
- 2000年 日本色彩学会会長
- 関西心理学会会長
- 日本ワーキングメモリ学会会長
- 日本学術振興会・学術システム研究センター・プログラムオフィサー
- 日本学術会議近畿地区会議代表幹事
- 2012年 学士院会員（第1部第1分科・心理学・認知科学）
- 大阪大学脳情報通信融合研究センター招聘教授（2016年）
- 日本学士院学術奨励賞選考委員会委員長（2017年）
- 日本学士院第一部・第二部合同論談会委員長（2020年）
- 日本色彩学会名誉会員（2021年）

## 受賞
- 日本人間工学会橋本賞
- 日本心理学会優秀論文賞
- 日本心理学会国際賞
- 日本ワーキングメモリ学会賞
- 日本色彩学会賞

## 著書
- 『コンピュータ・コミュニケーション』ナカニシヤ出版 1983 心理学ラボラトリ・コンピュータシリーズ
- 『コンピュータ・コントロール』ナカニシヤ出版 1983 心理学ラボラトリ・コンピュータシリーズ
- 『周辺視機能の精神物理学的研究』風間書房 1983
- 『意識とは何か 科学の新たな挑戦』1996 岩波科学ライブラリー
- 『心と脳の科学』1998 岩波ジュニア新書
- 『笑い脳 社会脳へのアプローチ』2010 岩波科学ライブラリー

### 共編著
- 『脳と意識』編 朝倉書店 1997
- 『読みー脳と心の情報処理』編 朝倉書店 1998
- 『感性のことばを研究する 擬音語・擬態語に読む心のありか』編著 新曜社 1999
- 『意識の認知科学 心の神経基盤』編著 共立出版 2000 認知科学の探究
- 『実験心理学の誕生と展開 実験機器と史料からたどる日本心理学史』編著 京都大学学術出版会 2000
- 『脳とワーキングメモリ』編著 京都大学学術出版会 2000
- 『意識の科学は可能か』編著 新曜社 2002
- 『ワーキングメモリの脳内表現』編著 京都大学学術出版会 2008
- 『脳イメージング ワーキングメモリと視覚的注意からみた脳』編 培風館 2010
- Neural Basis of Consciousness. 2003. Amsterdam: Benjamins Publisher.
- The Cognitive Neuroscience of Working Memory. 2007 Oxford: Oxford University Press.
- Object Recognition, Attention and Action. 2007. New York: Springer Velag.
- 『社会脳科学の展望 脳から社会をみる 社会脳シリーズ 1』編 新曜社 2012
- 『道徳の神経哲学 神経倫理からみた社会意識の形成 社会脳シリーズ 2』新曜社 2012
- 『注意をコントロールする脳 神経注意学からみた情報の選択と統合社会脳シリーズ3』新曜社 2013
- 『美しさと共感を生む脳 神経美学からみた芸術 社会脳シリーズ4』新曜社 2013
- 『報酬を期待する脳 ニューロエコノミックスの新展開 社会脳シリーズ5』新曜社 2014
- 『自己を知る脳・他者を理解する脳 神経認知心理学からみた心の理論の新展開 社会脳シリーズ6』新曜社 2014
- 『小説を楽しむ脳 神経文学という新たな領域 社会脳シリーズ7』新曜社 2014
- 『成長し衰退する脳 神経発達学と神経加齢学 社会脳シリーズ8』新曜社 2015
- 『ロボットと共生する社会脳 神経社会ロボット学 社会脳シリーズ9』新曜社 2015
- 『社会脳ネットワーク入門―デフォールトモードネットワークとワーキングメモリネットワークの協調と競合』越野英哉共著）新曜社　2018
- 『社会脳から心を探るー自己と他者をつなぐ社会適応の脳内メカニズム』日本学術協力財団（学術会議叢書26）2020
- 『天皇皇后両陛下が受けた特別講義―講書始のご進講』KADOKAWA 2020

### 翻訳
- K.T.スペアー,S.W.レムクール『視覚の情報処理 <みること>のソフトウェア』共訳 サイエンス社 1986
- Bevé Hornsby『読み書き障害の克服 ディスレクシア入門』共訳 協同医書出版社 1995
- インゴ・レンチュラー、バーバラ・ヘルツバーガー、デイヴィッド・エプスタイン編『美を脳から考える 芸術への生物学的探検』野口薫共監訳 新曜社 2000
- バーナード・バース『脳と意識のワークスペース』監訳 協同出版 2004 現代基礎心理学選書
- ケヴィン・シルバー『心の神経生理学入門 神経伝達物質とホルモン』苧阪満里子共訳 新曜社 2005 心理学エレメンタルズ
- ジョン・スターリング『大脳皮質と心 認知神経心理学入門』苧阪満里子共訳 新曜社 2005 心理学エレメンタルズ
- デイヴィッド・ローズ『意識の脳内表現 心理学と哲学からのアプローチ』監訳 培風館 2008
- ターケル・クリングバーグ『オーバーフローする脳 ワーキングメモリの限界への挑戦』新曜社 2011